# اضطراب الذاكرة
تنتج اضطرابات الذاكرة عن التلف اللاحق بالبنى العصبية التشريحية المسؤولة عن تخزين الذكريات، والاحتفاظ بها واسترجاعها. قد تحدث اضطرابات الذاكرة بشكل مترق، بما في ذلك مرض آلزهايمر، أو بشكل فوري بما في ذلك الاضطرابات الناجمة عن إصابة الرأس.

## حسب الترتيب الأبجدي

### العمه
العمه هو انعدام القدرة على إدراك عناصر معينة من الأشياء، أو الأشخاص أو الأصوات. ينجم العمه بشكل نموذجي عن التلف الناشئ في الدماغ (بشكل شائع في الفصين القفوي أو الجداري) أو عن الاضطرابات العصبية. يختلف علاج العمه باختلاف موقع التلف وسببه. يُعد الشفاء من العمه أمرًا ممكنًا بالاعتماد على شدة الاضطراب من جهة وشدة التلف اللاحق بالدماغ من جهة أخرى. يمكن تشخيص العمه في أنواع أكثر تحديدًا، بما فيها: العمه البصري الترابطي، وعمه التجسيم، والعمه السمعي، والعمه اللفظي السمعي، وعمى تعرف الوجوه، وعمه تعرف الشبيه، والتوهان الطبوغرافي، والعمه الإبصاري وغيرها.

### مرض آلزهايمر
مرض آلزهايمر (إيه دي) هو نوع من الأمراض الدماغية المترقية والتنكسية والمميتة، التي تشمل فقدان الاتصالات بين الخلايا في الدماغ. يمثل آلزهايمر النوع الأكثر شيوعًا من الخرف. يصيب مرض آلزهايمر ما يقارب 1-5% من سكان العالم. ينتشر آلزهايمر بشكل غير متكافئ بين الجنسين إذ يصيب النساء بشكل أكبر. تشير الأدلة إلى اختبار النساء المصابات بمرض آلزهايمر درجة أكبر من الاضطراب المعرفي مقارنة بالذكور المصابين بمرض آلزهايمر من نفس الفئة العمرية، بالإضافة إلى إظهارهن معدلًا أسرع من التدهور المعرفي.

### فقدان الذاكرة
فقدان الذاكرة هو حالة عقلية غير طبيعية مؤثرة على الذاكرة والتعلم من بين جميع خصائص الوظائف المعرفية الأخرى لدى المريض المتيقظ القابل للاستجابة. يوجد نوعان من فقدان الذاكرة: فقدان الذاكرة التقدمي وفقدان الذاكرة الرجعي، اللذان يظهران حالات تلف في الحصين والفص الصدغي الإنسي. يختبر الأفراد المصابون بفقدان الذاكرة التقدمي صعوبة في تعلم المعلومات والاحتفاظ بها عند التعرض لها بعد تلف الدماغ. يختبر الأفراد المصابون بفقدان الذاكرة الرجعي بشكل عام فقدان الذكريات المتعلقة بالتجارب الخاصة أو المعلومات الدلالية المستقلة عن السياق.

### إصابة الدماغ
غالبًا ما تحدث إصابة الدماغ الرضية (تي بي آي) نتيجة تلف الدماغ الناجم عن قوة خارجية، وقد تؤدي إلى تطور فقدان الذاكرة بالاعتماد على شدة الإصابة. قد ينجم عن إصابة الرأس حالة مؤقتة أو دائمة من فقدان الذاكرة. في بعض الحالات، يتطور فقدان الذاكرة ما بعد الصدمة (بّي تي إيه) دون حدوث حالة من فقدان الذاكرة الرجعي (آر إيه)، لكن يحدث هذا بشكل أكثر شيوعًا في حالات الآفات المخترقة للدماغ. يمكن ربط التلف الناشئ في المناطق الصدغية الأمامية أو الجبهية مع تطور فقدان الذاكرة الرجعي غير المتجانس. أظهرت الدراسات اختبار المرضى المتعرضين لإصابة في الرأس حالة متسارعة من نسيان المعلومات المتعلمة خلال «بّي تي إيه». من جهة أخرى، عادت معدلات النسيان إلى درجة طبيعية بعد «بّي تي إيه». 
ترتبط إصابة الدماغ الرضية، كما ذُكر أعلاه، مع اضطراب الذاكرة، مع ذلك، ينطوي مرض آلزهايمر بدوره على مخاطر عديدة عندما يتعلق الأمر بالشيخوخة. تدعم العديد من الأدلة وجود معدل عال من حوادث السقوط بين كبار السن ما يشكل أحد أسباب الموت المرتبط بإصابة الدماغ الرضية لدى الأفراد الذين يبلغون 75 سنة من العمر أو أكبر. عند النظر إلى الرسم البياني في يمين الصفحة، يمكن ملاحظة أن نسبة حوادث السقوط 28% فقط من إجمالي أسباب إصابة الدماغ الرضية، ما يشير بدوره إلى تشكيل كبار السن جزءًا معتبرًا من هذه النسبة. تتمثل إحدى العوامل الأخرى المرتبطة بإصابة الدماغ الرضية والشيخوخة في العلاقة بين فترة استمرار الإصابة والعمر الذي حدثت فيه. تشير التقديرات إلى ارتفاع حاجة الفرد للمساعدة بعد تعرضه لإصابة الدماغ الرضية مع التقدم في السن.
في بعض الحالات، أبلغ بعض الأفراد عن ذاكرة مشوشة فيما يتعلق بالصور أو الأصوات المختبرة على وجه التحديد قبل الإصابة بفترة وجيزة، أو خلال فترة استعادة الوعي أو خلال الفترة الانتقالية الواعية بين التعرض للإصابة الفعلية وبدء إصابة الدماغ الرضية في الحدوث. نتيجة لذلك، أثارت هذه المسألة جدلًا فيما يتعلق باستبعاد إمكانية حدوث أعراض اضطراب ما بعد الصدمة (بّي تي إس دي) كنتيجة لإصابة الرأس الشديدة وفقدان الذاكرة. أبلغ المرضى في دراسة أجراها مكميلان (1996) عن اختبارهم «نوافذ» من الاضطرابات العاطفية التي تسببت في تطور اضطراب ما بعد الصدمة. شملت هذه «النوافذ» استعادة الأحداث القريبة من التأثير (في حال حدوث فترة وجيزة من فقدان الذاكرة الرجعي)، أو الأحداث المؤلمة التي وقعت بعد الحادث مباشرة (في حال حدوث فترة قصيرة من فقدان الذاكرة ما بعد الصدمة) أو «جزر» من الذاكرة (على سبيل المثال، سماع صراخ الآخرين).
قد تتطور إصابات الدماغ أيضًا نتيجة السكتة الدماغية الناجمة عن نقص الأكسجين ما يؤدي إلى تلف موقع الحادث الوعائي الدماغي (سي في إيه). تشمل تأثيرات الحادث الوعائي الدماغي في نصفي الكرة المخية الأيمن والأيسر من الدماغ كلًا من اضطرابات الذاكرة قصيرة الأمد وصعوبة في اكتساب المعلومات الجديدة والاحتفاظ بها.